# Ayaka Kikuchi (chanteuse)
Pour les articles homonymes, voir Ayaka Kikuchi.
Ayaka Kikuchi (菊地あやか, Kikuchi Ayaka, née le 30 juin 1993 à Tōkyō, Japon) est une chanteuse et idole japonaise, membre des groupes de J-pop AKB48 (Team K) et Watarirōka Hashiritai. Elle débute en 2007 avec la Team B, puis rejoint en parallèle en 2010 Watarirōka Hashiritai créé deux ans auparavant.